# Unitatis redintegratio
Unitatis redintegratio (Restauração da unidade) é o decreto do Concílio Vaticano II sobre o ecumenismo. Foi aprovado por uma votação de 2.137 a 11 dos bispos reunidos no Concílio e foi promulgado pelo Papa Paulo VI em 21 de novembro de 1964.
O título do documento é retirado das palavras iniciais do texto latino. As palavras iniciais da tradução oficial para o inglês são: “A restauração da unidade entre todos os cristãos é uma das principais preocupações do Concílio Vaticano II”.

## Descrição
Unitatis Redintegratio apela à reunificação da cristandade e é semelhante a um apelo anterior à unidade feito pelo Papa Leão XIII na sua carta encíclica de 1894 Praeclara gratulationis publicae. Contudo, Unitatis articula um tipo de eclesiologia diferente da Praeclara. Centra-se na unidade do povo de Deus e nos irmãos cristãos separados, em vez de insistir, segundo a formulação clássica, de que os cismáticos devem regressar ao redil sob a unidade do Vigário de Cristo.
A Unitatis reconhece que existem sérios problemas enfrentados pelas perspectivas de reunificação com comunidades da Reforma que não fazem nenhuma tentativa de reivindicar a sucessão apostólica como faz a comunhão anglicana. As comunidades eclesiais que aderem ao Calvinismo são um caso particularmente desafiador porque elas e o Catolicismo têm importantes diferenças doutrinárias em questões fundamentais como a eclesiologia, a liturgia e a mariologia. Outras comunidades têm diferenças doutrinárias insolúveis com o Cristianismo Católico porque a sua teologia da Santíssima Trindade é manifestamente incompatível com a doutrina articulada pelo Concílio de Nicéia na Igreja primitiva.

## Desenvolvimentos subsequentes
O Papa João Paulo II refere-se e desenvolve o ensinamento da Unitatis Redintegratio na sua carta encíclica de 25 de maio de 1995, Ut unum sint.
O Cardeal Walter Kasper discutiu a situação dos problemas do documento no 40º aniversário da promulgação do Unitatis em comentários intitulados "The Decree on Ecumenism – Read Anew After Forty Years".